# 郭卫平
郭卫平（1966年—），男，辽宁辽阳人，中华人民共和国政治人物。

## 生平
1987年4月加入中国共产党。同年7月，毕业于中山大学大气科学系气象专业。之后在国家海洋局工作，担任国家海洋预报台短期组、海洋环境预报中心预报员、助理工程师。1994年之后，他在国务院办公厅、中央办公厅工作，担任秘书工作，累升任副部长级秘书。2019年，出任国家民族事务委员会副主任。